# 歧胸福氏躄魚
歧胸福氏躄魚（学名：Fowlerichthys scriptissimus），又名五腳虎，为輻鰭魚綱鮟鱇目躄魚亞目躄魚科福氏躄魚屬下的一个种，為亞熱帶海水魚，分布於印度西太平洋海域，棲息深度73-185公尺，體長可達28公分，棲息在沿岸礁石區，生活習性不明。

## 扩展阅读
- Fishbase